# Supercoppa spagnola 2004 (pallavolo femminile)
La Supercoppa spagnola 2004 si è svolta il 29 settembre 2004: al torneo hanno partecipato due squadre di club spagnole e la vittoria finale è andata per la terza volta consecutiva al Tenerife.

## Regolamento
Le squadre hanno disputato una gara unica.

## Squadre partecipanti[3]
| Squadra  | Qualificazione                                      | Ultima partecipazione    |
| -------- | --------------------------------------------------- | ------------------------ |
| Ávila    | Finalista Coppa della Regina 2003-04                | Debutto                  |
| Tenerife | Vincitrice SFV 2003-04 e Coppa della Regina 2003-04 | Supercoppa spagnola 2003 |

## Torneo
| 29 settembre 2004 Pabellón Los Pajaritos, Soria Durata: 1h:31 - Spettatori: 300 | Tenerife | 3 - 1 | Ávila | 21-25, 25-22, 25-20, 25-16 |